# You Can Win If You Want
A You Can Win If You Want a Modern Talking második kislemeze, amely 1985 tavaszán jelent meg. Zenéjét és szövegét Dieter Bohlen írta. A dal megjelent az együttes debütáló nagylemezén, a The 1st Albumon is, és hamarosan egész Európában ismert sláger lett, több slágerlistát is vezetett.

## Megjelenések

### 7" kislemez
1. You Can Win If You Want (Special Single Remix) - 3:44
2. One in a Million - 3:42

### 12" Maxi
1. You Can Win If You Want (Special Dance Version) - 5:19
2. You Can Win If You Want (Instrumentális) - 3:43
3. One in a Million - 3:42

## Slágerlistás helyezések
| Listák (1985)                                    | Legjobb helyezés |
| ------------------------------------------------ | ---------------- |
| Ausztria (Ö3 Austria Top 40)                     | 1                |
| Belgium (VRT Top 30 Flanders)                    | 2                |
| Dánia (Hitlisten)                                | 1                |
| Dél-afrikai Köztársaság (Springbok Radio)        | 10               |
| Egyesült Királyság (The Official Charts Company) | 70               |
| Franciaország (SNEP)                             | 8                |
| Hollandia (Dutch Top 40)                         | 6                |
| Németország (GfK)                                | 1                |
| Olaszország (Musica e dischi)                    | 39               |
| Spanyolország (AFYVE)                            | 2                |
| Svájc (Schweizer Hitparade)                      | 2                |

## Fordítás
- Ez a szócikk részben vagy egészben  a   You Can Win If You Want című angol Wikipédia-szócikk ezen változatának fordításán alapul.  Az eredeti cikk szerkesztőit annak laptörténete sorolja fel. Ez a jelzés csupán a megfogalmazás eredetét és a szerzői jogokat jelzi, nem szolgál a cikkben szereplő információk forrásmegjelöléseként.